# Adad

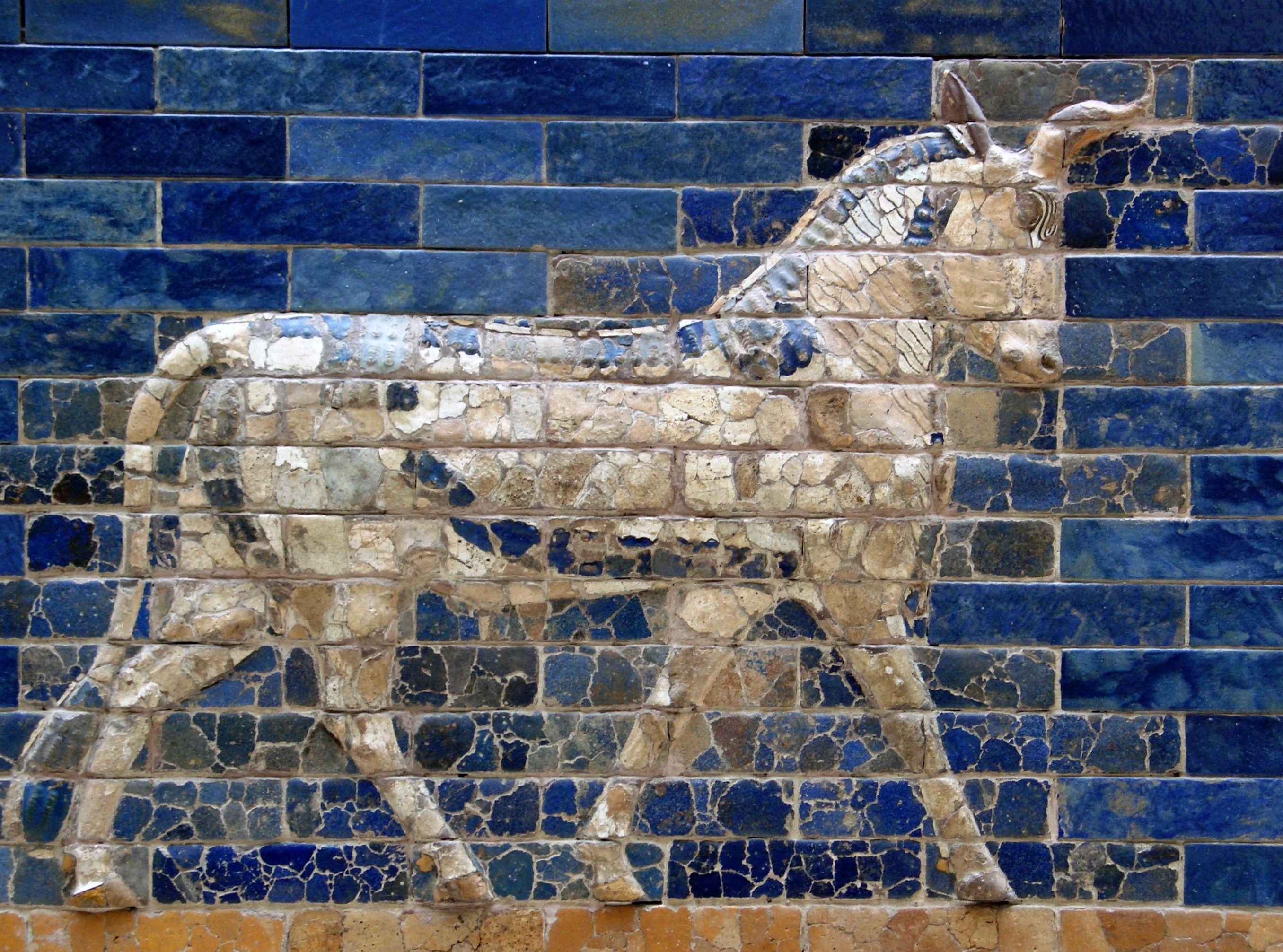
Il toro, animale sacro al dio Adad, Porta di Ištar, Babilonia

Adad in accadico e Iškur in sumero sono i nomi del dio della pioggia e della tempesta nella mitologia mesopotamica.  Il suo nome si scriveva in sumero d.IM, era il patrono di Karkara. Presso i sumeri era chiamato anche Immer, mentre a Babilonia e in Assiria Rammān, "il tonitruante".
La divinità accadica è imparentata nel nome e nelle funzioni con il dio nord-occidentale semitico Hadad.
Durante l'impero babilonese, Adad fu considerato tra le divinità principali del pantheon e venne definito come figlio di Enlil. La doppia valenza degli aspetti propri del dio, la pioggia fertile e la tempesta distruttrice, è presente nel Poema di Atraḫasis e nell'Epopea di Gilgameš.